# Metátese
Metátese (do grego μετάθεσις [metáthesis], ‘colocar em uma ordem diferente’) é uma forma de metaplasmo por transposição que consiste na transposição de sons ou sílabas dentro de uma palavra.
Comumente refere-se à troca de posição entre dois fonemas na mesma sílaba dentro de um vocábulo, também conhecido como metátese local:
- agradeça  > agardeça
- pergunta > pregunta

Quando a transposição ocorre para uma sílaba diferente, a ocorrência também pode ser chamada de hipértese: 
- nervoso > nevroso
- estupro > estrupo
- iogurte > iorgute

## Exemplos

### Ocorrências como fenômeno etimológico
semper (latim) > sempre (português)
miraculum (latim) > miracolo (italiano) > milagre (português)
Al'jazair (árabe) > Algérie (francês) > Argélia (português)
Merle (francês) > Melro (português)
Ghirlanda (italiano) > Grinalda (português)